# Per fare a meno di te
Per fare a meno di te è un brano musicale interpretato da Giorgia e scritto dalla cantante sulla musica originale di Fabrizio Campanelli per il film Solo un padre.

## Il brano
La canzone è inserita nei titoli di coda del film diretto dal regista Luca Lucini, uscito nelle sale cinematografiche il 28 novembre 2008.
È il primo e unico singolo ad essere estratto dal greatest hits Spirito libero - Viaggi di voce 1992-2008.
Il singolo è stato pubblicato il 24 ottobre 2008, ed ha debuttato nella classifica dei singoli più venduti in Italia direttamente alla sesta posizione.
Il brano è stato candidato al David di Donatello 2009 e al Nastro d'Argento 2009 come migliore canzone originale.

## Il video
Nel video di Per fare a meno di te compaiono, oltre a Giorgia, alcuni attori del film, tra cui Luca Argentero e Diane Fleri. La cantante, l'interprete, è la protagonista. Appare in primo piano sin dalle prime battute, accanto a un pianoforte. Seguono alcune scene tratte dal film, Solo un padre di Luca Lucini, di cui il singolo è colonna sonora.

## Tracce
Digital Download
1. Per fare a meno di te - 3:00

## Classifica
| Classifica (2008) | Posizione massima |
| ----------------- | ----------------- |
| Italia            | 6                 |